# انكسار سن الترس بسبب الإجهاد الداخلي

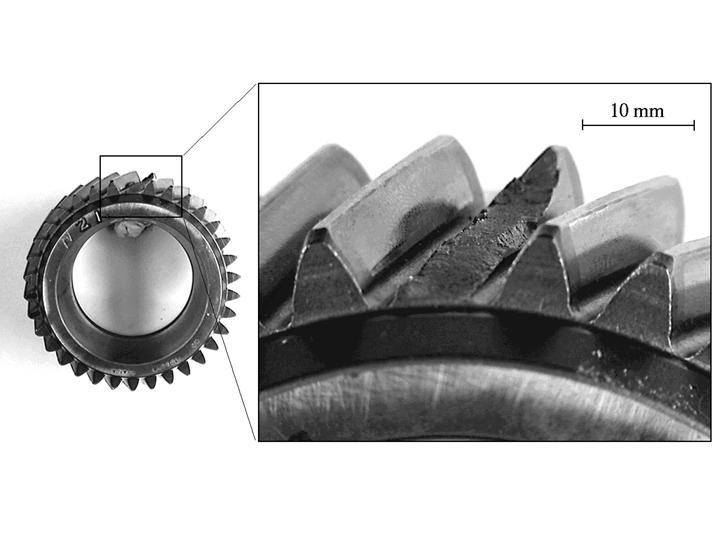
انكسار سن الترس بسبب الإجهاد الداخلي، في ترس السرعة الوسطى.

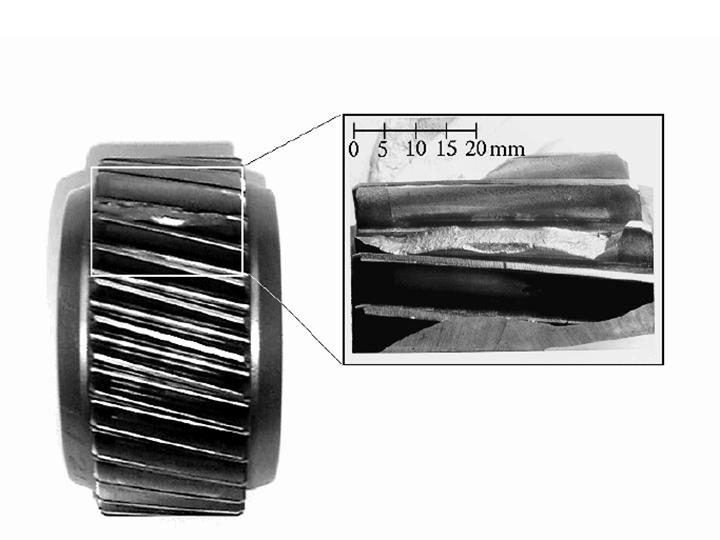
يتميز سطح انكسار سن الترس بسبب الإجهاد الداخلي، بصعيد مميز في الجزء المركزي عبر عرض السن وعند منتصف ارتفاع السن تقريبًا.

انكسار سن الترس بسبب الإجهاد الداخلي أحد أنواع قصور الترس. ويتميز هذا القصور بـ انكسار عند منتصف ارتفاع سن الترس تقريبًا. وهذا ما يميز بينه وبين قصور الانكسار في جذر السن. ويبدأ الصدع في انكسار سن الترس بسبب الإجهاد الداخلي عند السن. وهذا ما يميز بينه وبين أنواع قصور التعب الأخرى في التروس. ولقد تمت ملاحظة هذا الانكسار في التقسية السطحية لـ الترس الوسيط (أي عجلات الترس المحملة على كلا الجانبين عند كل دورة).
يتميز سطح انكسار سن الترس بسبب الإجهاد الداخلي بصعيد مميز في الجزء المركزي عبر عرض السن وعند منتصف ارتفاع السن تقريبًا. ولقد تمت ملاحظة صدوع في صورة مقربة لمقطع عرضي للجناح القصير لانكسار سن الترس بسبب الإجهاد الداخلي. حيث يشير وجود صدع الجناح إلى أن الصدع الأساسي قد توغل من مركز السن نحو جانب السن.
إن الإجهادات المسببة للصدع في انكسار سن الترس بسبب الإجهاد الداخلي قد تضاعفت :
1. ثابت إجهاد الشد المتخلف في السن نتيجة التقسية السطحية
2. والإجهادات المتغيرة نتيجة استخدام الترس الوسيط في العجلة المسننة.

يبدأ تلامس انكسار مع الشدة السطحية، والتي يمكن أن تنمو لتصبح تشظية. وفي الحالات الحادة قد ينشأ صدع ثانوي من فوهة التشظية مخترقًا سمك السن وقد يسقط جزء من السن. وفي مقابل الانكسار الناتج عن انكسار التلامس، لا تكون فوهات التشظية ضرورية على سطح جانب السن في انكسار سن الترس بسبب الإجهاد الداخلي.